# Ottilie Wildermuth

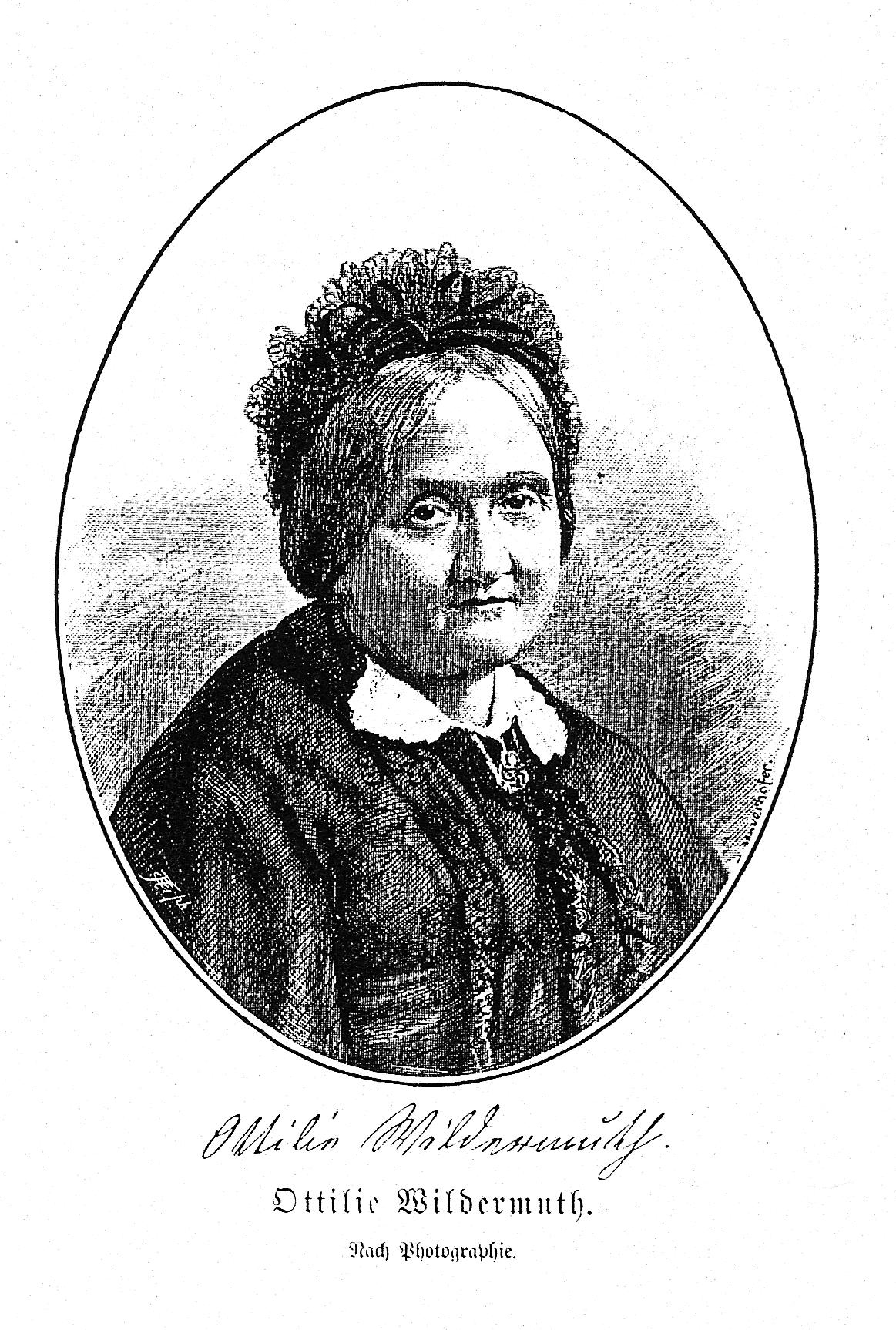
Ottilie Wildermuth - miedzioryt na podstawie zdjęcia

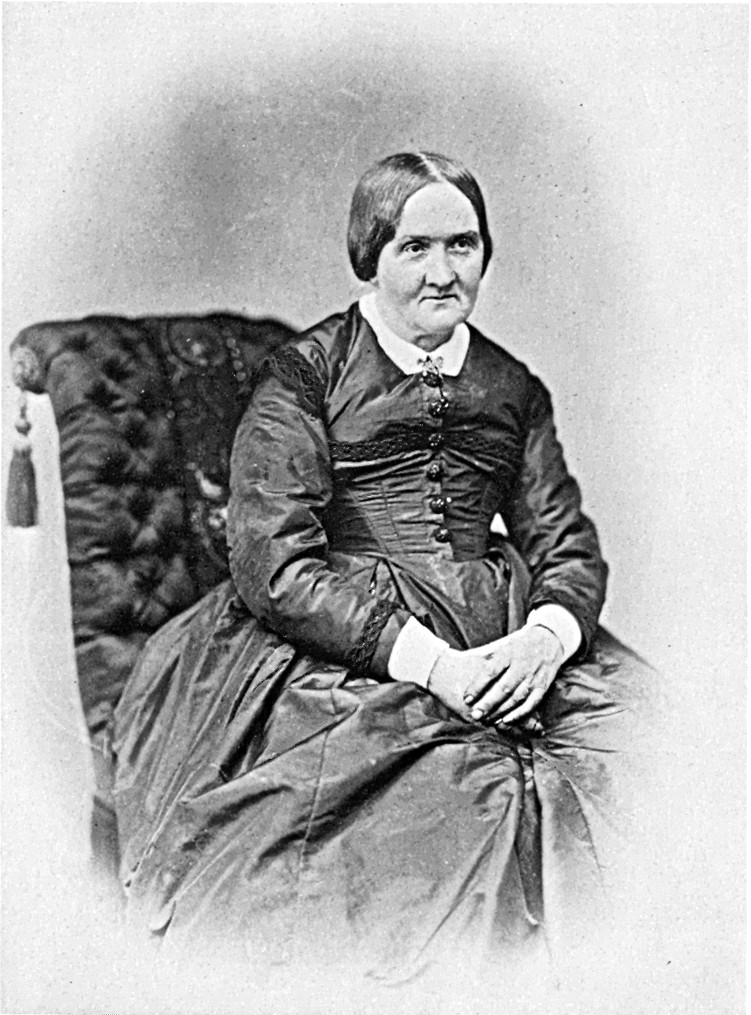
Ottilie Wildermuth – zdjęcie z ostatnich lat życia autorstwa Paula Sinnera

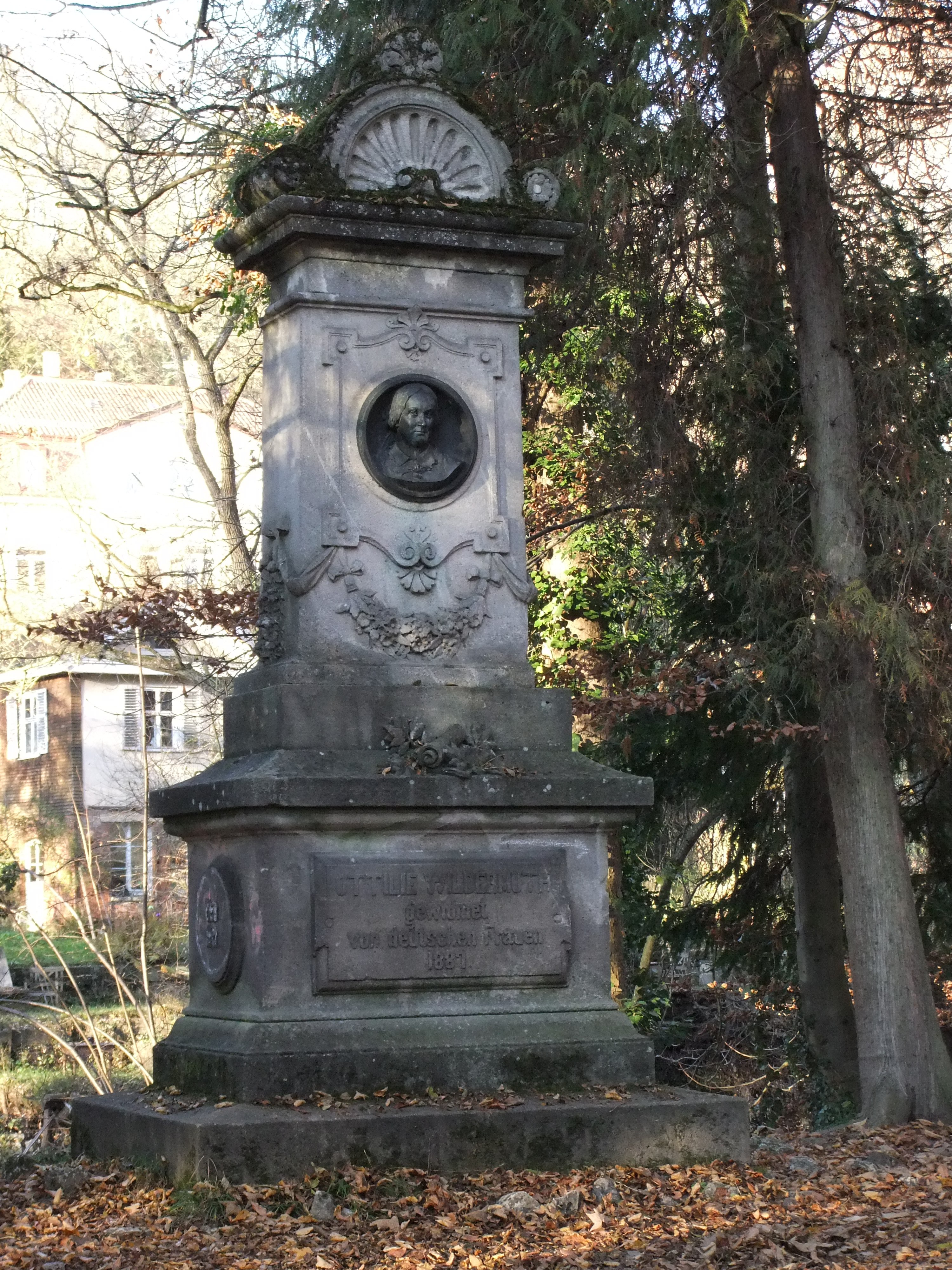
Pomnik Ottilie Wildermuth w Tybindze

Ottilie Wildermuth, z d. Rooschüz (ur. 22 lutego 1817 w Rottenburgu nad Neckarem, zm. 12 lipca 1877 w Tybindze) – niemiecka pisarka i autorka książek młodzieżowych.

## Życie
Ottilie Rooschüz była córką żyjącego w Marbach nad Neckarem urzędnika kryminalnego (od 1819 r. sędziego) Gottloba Christiana Rooschüza (1785–1847) i jego żony Leonore z d. Scholl (1796–1874). Dzieciństwo spędziła w Marbach. Już we wczesnej młodości zaczęła pisać własne historyjki i wiersze. Latem 1833 r. sześć miesięcy spędziła kontynuując naukę w Stuttgarcie.
W 1843 r. mając 26 lat poślubiła o 10 lat starszego filologa Johanna Davida Wildermutha (1807–1885). Po dłuższych pobytach jako nauczyciel domowy we Francji i Anglii Wilhelm Wildermuth otrzymał posadę profesora języków nowożytnych w liceum w Tybindze. Ottilie Wildermuth, szybko nawiązawszy kontakty z kobietami z Tybingi, stworzyła z nimi nieformalne stowarzyszenie, zwane wiankiem (niem. Kranz), do którego należała do swej śmierci, tj. przez 34 lata. Do kręgu znajomych młodych małżonków od samego początku należeli: Ludwig Uhland z żoną, rodzina poety Karla Mayera, Klüpfl-Schwab, a później także liczni profesorowie uniwersyteccy. Wielostronne wykształcenie Ottilie umożliwiło jej uczestniczenie w pracach męża. Podobnie jak jej mąż uczyła angielskiego.
Spośród pięciorga dzieci, które urodziła między rokiem 1844 a 1856, dzieciństwo przeżyło troje: dwie córki – Agnes i Adelheid – oraz syn Herrmann.
W 1847 r. po raz pierwszy wysłała krótkie opowiadanie zatytułowane Die alte Jungfer (Stara panna) do „Morgenblatt” (Gazeta Poranna). Po przyjęciu go do druku pisała dalsze opowiadania, nowele, opowieści z życia, opowieści rodzinne i młodzieżowe. Były to idylliczne opisy życia protestantów w Szwabii, do których materiały czerpała z najbliższego otoczenia. Poczytne czasopisma rodzinne („Daheim” (W domu), „Die Gartenlaube” (Altana) i in.) drukowały jej opowieści odpowiadające smakowi czytelników i uczyniły z niej popularną pisarkę. W 1870 r. Ottilie Wildermuth założyła czasopismo dziecięce „Jugendgarten” (Ogród młodości), które później było prowadzone przez jej córki: Agnes Willms i Adelheid Wildermuth. W 1871 r. Ottilie Wildermuth otrzymała wielki złoty medal Wirtembergii za zasługi dla sztuki i nauki.
W 50. roku życia stan jej zdrowia został poważnie uszczuplony wskutek dolegliwości nerwowych.
12 lipca 1877 r. w wieku sześćdziesięciu lat Ottilie Wildermuth zmarła na skutek udaru. Jej grób znajduje się na Cmentarzu Miejskim w Tybindze, jej pomnik w formie cokołu z umieszczonym na jego boku popiersiem-płaskorzeźbą autorstwa Wilhelma Röscha znajduje się w pobliżu mostu Allenbrücke na wyspie na Neckarze w Tybindze.

## Dzieła
- Bilder und Geschichten aus dem schwäbischen Leben (1852, Obrazy i opowieści z życia w Szwabii)
- Neue Bilder und Geschichten aus Schwaben (1854, Nowe obrazy i opowieści ze Szwabii)
- Aus der Kinderwelt (1853, Z dziecięcego świata)
- Aus dem Frauenleben (1855, Z życia kobiet)
- Erzählungen und Märchen (1856, Opowiadania i baśnie)
- Die Heimath der Frau (1859, Ojczyzna kobiety)
- Im Tageslichte. Bilder aus der Wirklichkeit (1861, W świetle dziennym: obrazki z rzeczywistości)
- Aus Schloß und Hütte (1862, Z zamku i z chaty)
- Lebensräthsel, gelöste und ungelöste (1863, Zagadki życia, rozwiązane i nierozwiązane)
- Perlen aus dem Sande (1867, Perły z piasku)
- Zur Dämmerstunde (1871, O zmierzchu)
- Aus Nord und Süd (1874, Z północy i południa)
- Eine seltsame Schule - Bärbeles Weihnachten, (ok. 1900, Osobliwa szkoła – Boże Narodzenie Bärbele)

Wydania zbiorcze:
- Ottilie Wildermuths Werke. 8 tomów. Stuttgart: Krabbe 1862
- Jugendschriften, 22 tomy, 1871–1900
- Gesammelte Werke, hrgs. von Adelheid Wildermuth, 10 tomów, 1892–1894